# سو (شعب)
سو (بالإنجليزية: Sioux، تُلفظ: /suː/)، وهم مجموعة من الأمريكيين الأصلين في الولايات المتحدة ينتمون لعرق سو، ويعتبر أول أمة أصلية مكثت في الولايات المتحدة، كما يتكونون من عدد من القبائل والأعراق ومنها:
- يانكتوناي (Yanktonai).
- يانكتون (Yankton).

كما خاض السكان الأصليون من عرق سو للحروب بينهم وبين خصومهم من الحكومة الأمريكية، ولكن تمكن الجيش الأمريكي للقضاء على حركة سو المتمردة.
ومن أشهر حركات التمرد في حينه الثور الجالس، ويعد أخطر المتمردين على الجيش الأمريكي.

## صور

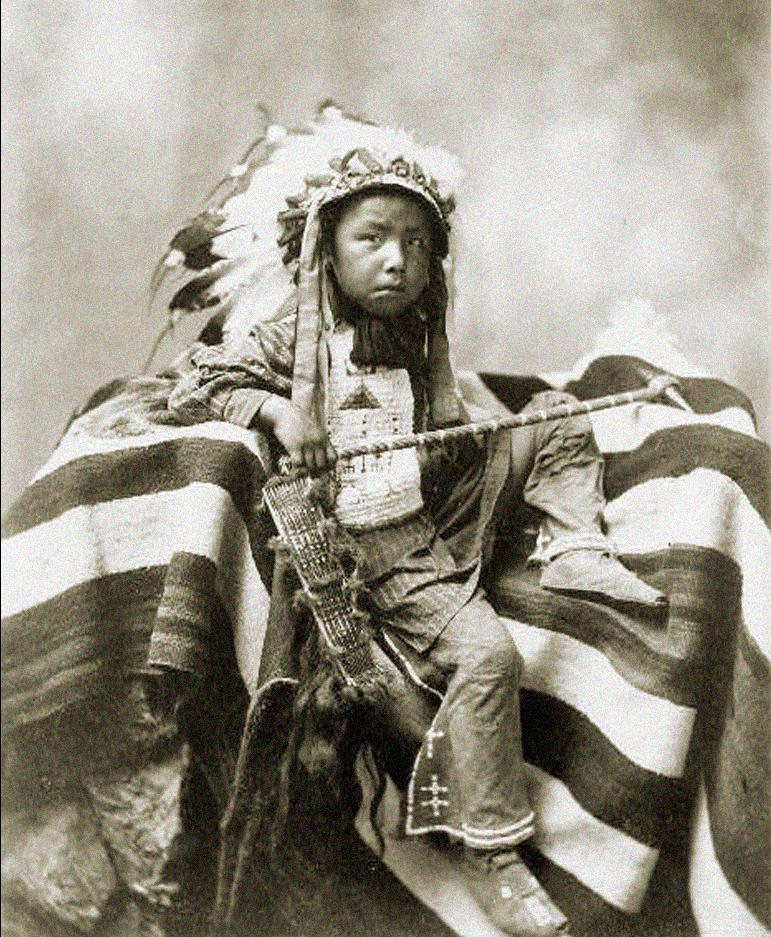
Joseph Bird Head
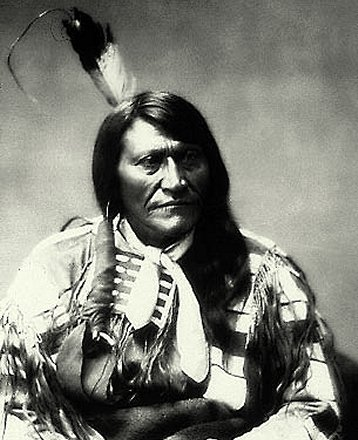
Chief Two Strike Lakota, Brule
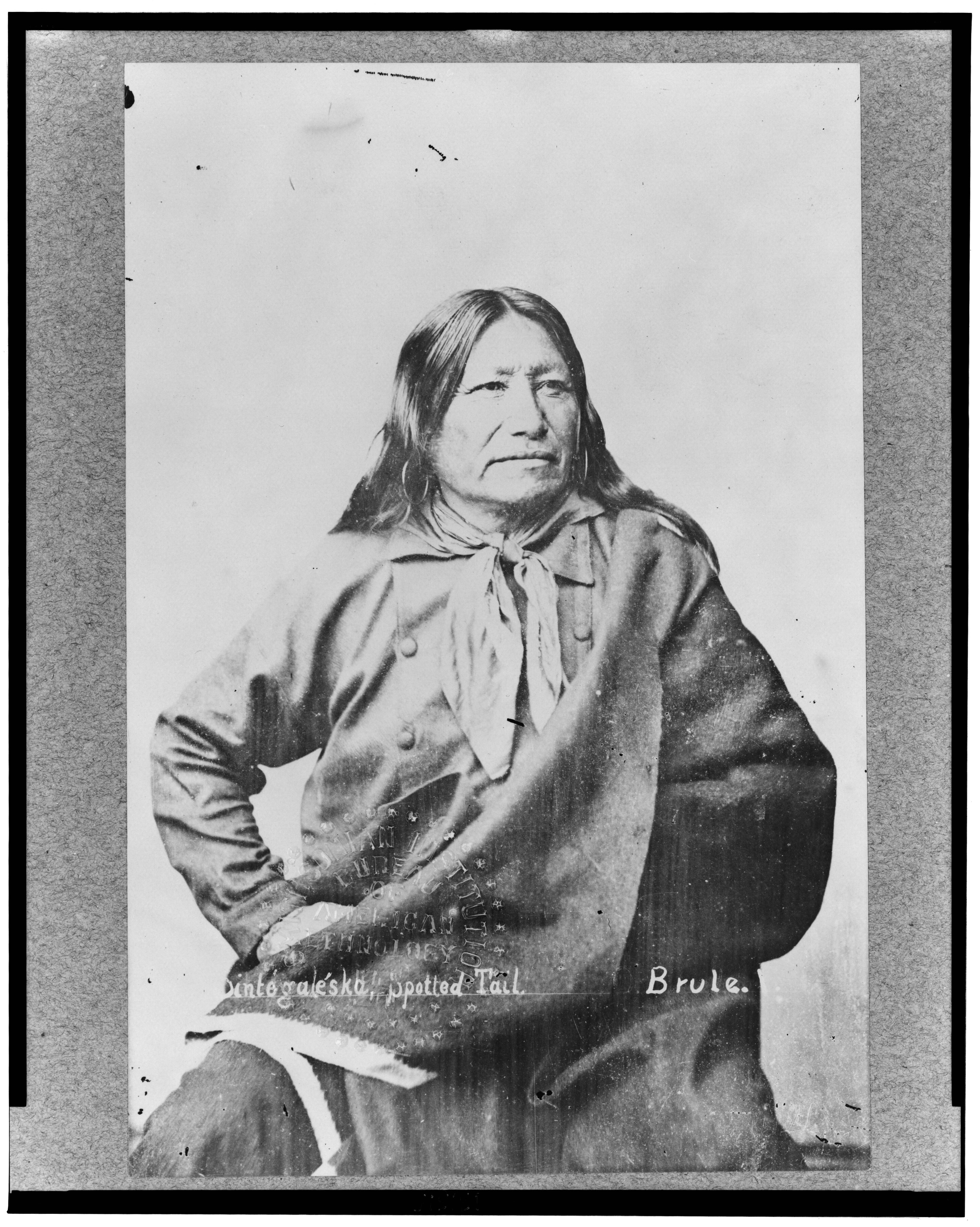
Spotted Tail Brule
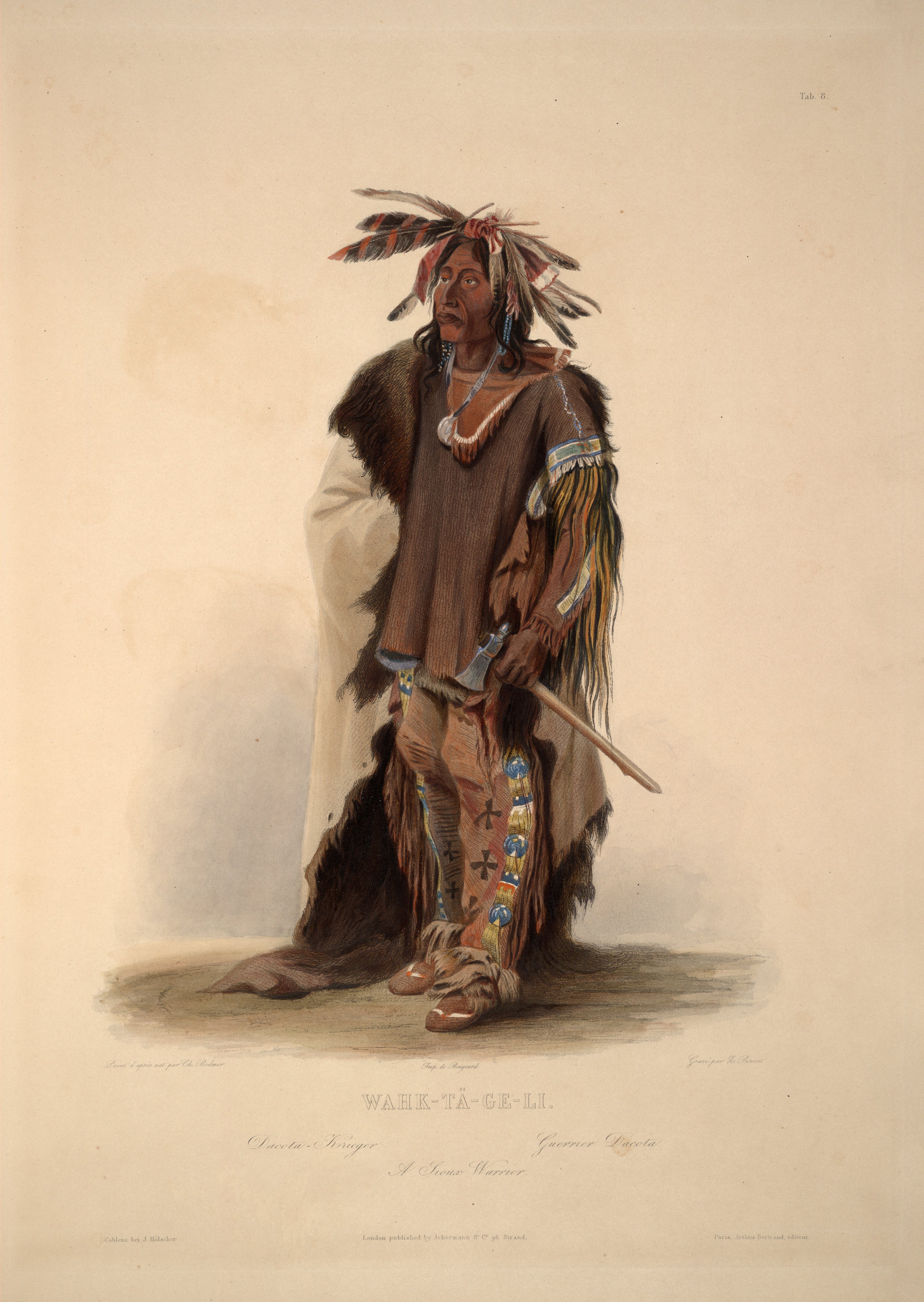
Wahktageli ("Gallant Warrior"),[1] a Yankton Sioux chief (Karl Bodmer)
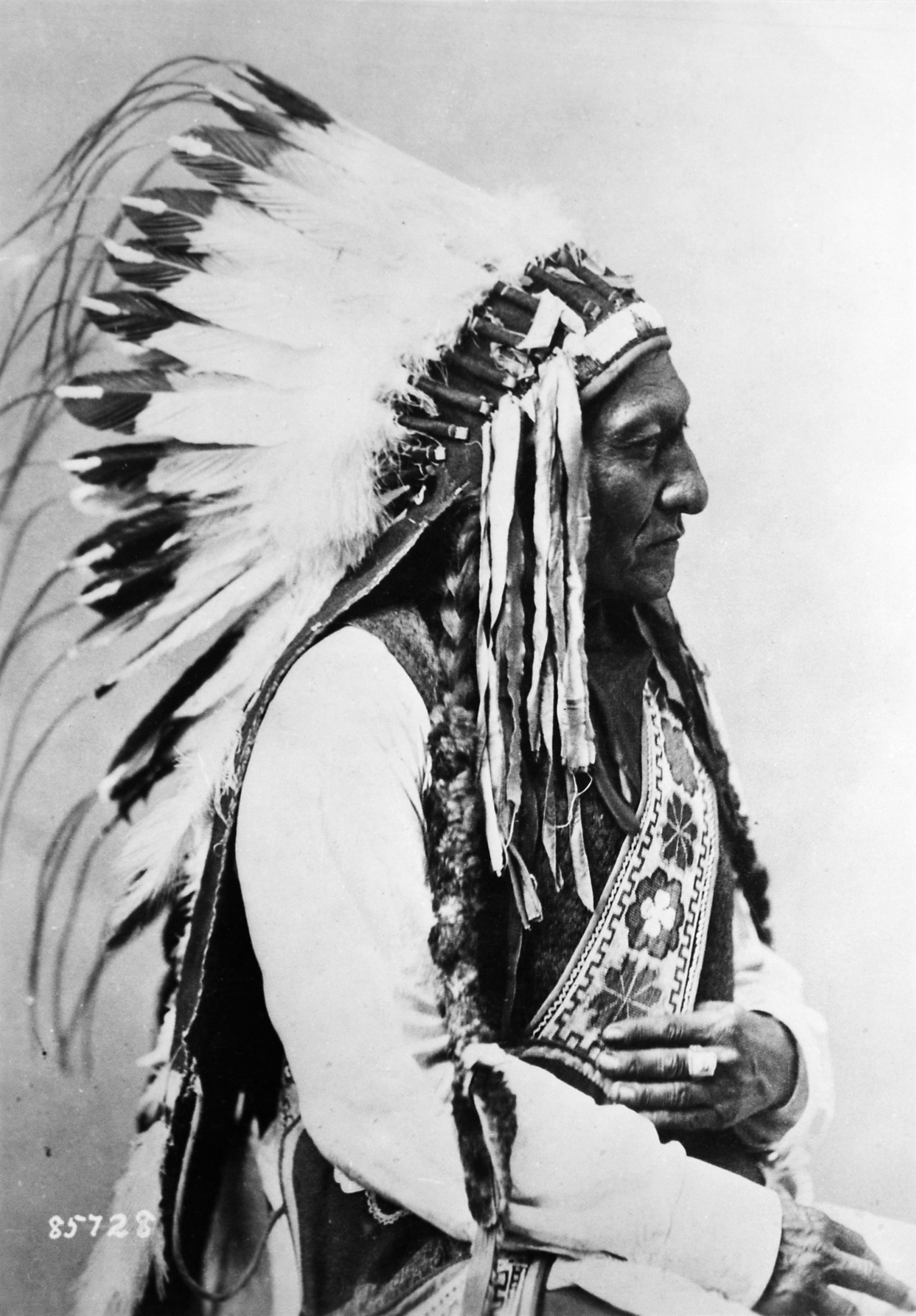
Sitting Bull (Tȟatȟáŋka Íyotake) Hunkpapa Lakota 1885